# La hija
La hija es una película española de 2021 dirigida por Manuel Martín Cuenca y protagonizada por Javier Gutiérrez, Patricia López Arnaiz y la debutante actriz Irene Virgüez.

## Sinopsis
Irene tiene quince años y vive en un centro para menores infractores. Se acaba de quedar embarazada y está decidida a cambiar de vida gracias a Javier, uno de los educadores del centro. Javier le ofrece vivir con él y su mujer Adela en la casa que tienen en un paraje aislado y agreste de la sierra para que pueda llevar a buen término su embarazo. La única condición a cambio es que acepte entregarles al bebé que lleva en sus entrañas. Este débil pacto puede verse comprometido cuando Irene empiece a sentir como suya esa vida que lleva en su interior.

## Reparto
- Javier Gutiérrez como Javier
- Patricia López Arnaiz como Adela
- Irene Virgüez como Irene
- Sofian El Benaissati como Osman
- Juan Carlos Villanueva como Miguel
- María Morales como Silvia

## Producción
El rodaje de la película comenzó en noviembre de 2019 y tuvo que paralizarse en el mes marzo de 2020, en la penúltima semana de rodaje, a consecuencia del estado de alarma por la pandemia de la COVID-19. Un equipo reducido volvió a la provincia de Jaén para rodar las últimas secuencias desde el 25 de mayo hasta el 2 de junio del mismo año. En julio de 2021 se lanzó el tráiler de la película y el 22 de septiembre se presentó en la sección oficial pero fuera de concurso del Festival Internacional de Cine de San Sebastián, mientras que el estreno en salas fue el 16 de noviembre de 2021.
La banda sonora de la película la compone Vetusta Morla, con la canción original «Reina de las trincheras».